# Systasis dalbergiae
Systasis dalbergiae is een vliesvleugelig insect uit de familie Pteromalidae. De wetenschappelijke naam is voor het eerst geldig gepubliceerd in 1942 door Mani.